# Dołmatowszczyzna

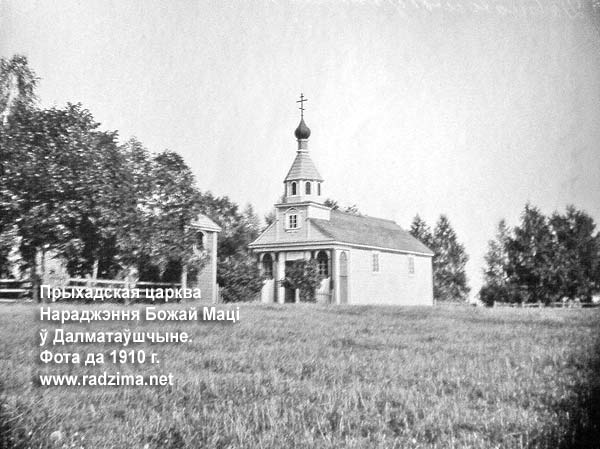
Cerkiew pw. Narodzenia NMP, około 1900 roku

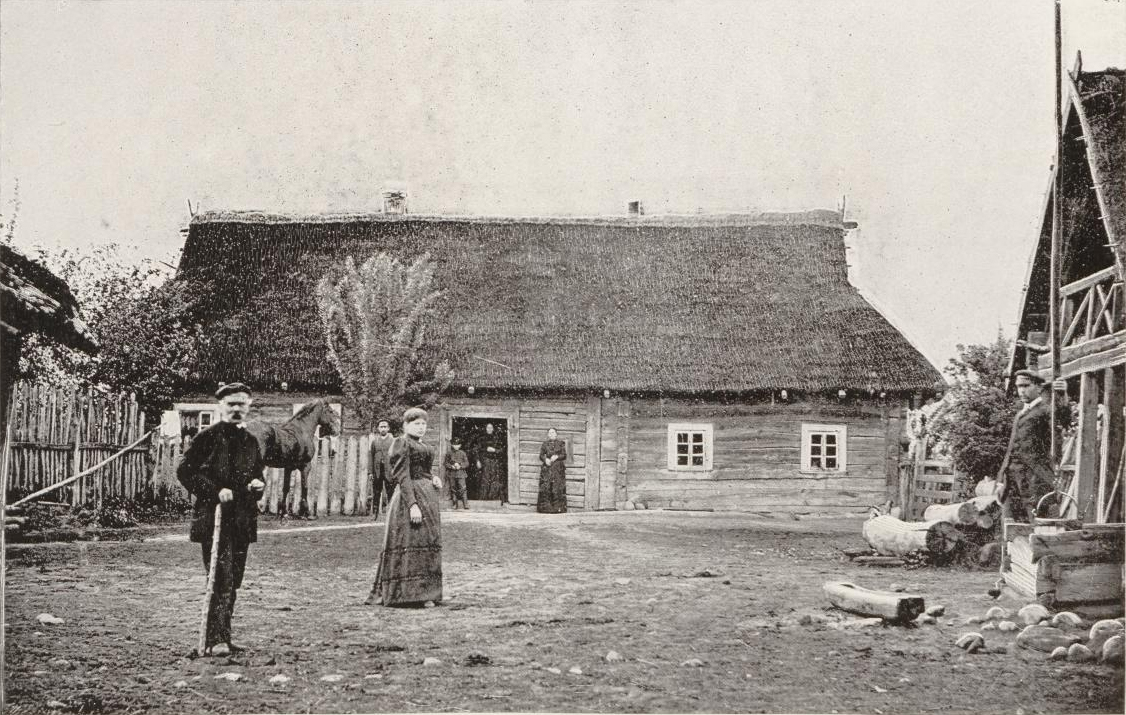
Zagroda Dobrzyńskich
w Dołmatowszczyźnie w książce Tadeusza E. Borettiego Widoki stron rodzinnych Adama Mickiewicza
Warszawa, 1900

Dołmatowszczyzna (biał. Далма́таўшчына, ros. Долматовщина) – wieś na Białorusi, w rejonie korelickim obwodu grodzieńskiego, około 16 km na południowy wschód od Korelicz.

## Historia
Najstarsza wzmianka o tych dobrach pochodzi z 1676 roku. W 1751 roku majątek ten kupił Jan Wierzbowski herbu Prawdzic, mąż Heleny Korczyc herbu Brochwicz, ale osiadł tu dopiero w 1788 roku. Od tej pory aż do 1939 roku było to dziedzictwo ich potomków. Kolejnym dziedzicem był ich syn Stefan Wierzbowski (1756–1824) komornik Wielkiego Księstwa Litewskiego, sędzia graniczny nowogródzki, żonaty z Placydą Bohdanowiczówną herbu Łada, horodniczanką smoleńską, a po nim, ich syn Antoni Gwalbert (1796–1893), prezydent sądów nowogródzkich, którego drugą żoną była Józefa Śliźniówna (1811–?). Ich najmłodszy syn Antoni junior (1844–1914) odziedziczył majątek po rodzicach. Żenił się dwukrotnie, z siostrami: Jadwigą i, po jej śmierci, Zofią Baczyzmalskimi (Baczyżmalskimi). Ostatnimi właścicielkami majątku do 1939 roku były córki Antoniego i Zofii: Maria (1890–1986) i Janina (1895–1988), każda z nich dwukrotnie wychodziła za mąż. 
Po III rozbiorze Polski w 1795 roku Dołmatowszczyzna, wcześniej należąca do powiatu nowogródzkiego województwa nowogródzkiego Rzeczypospolitej, znalazła się na terenie powiatu nowogródzkiego (ujezdu), wchodzącego w skład kolejno guberni: słonimskiej, litewskiej, grodzieńskiej i mińskiej Imperium Rosyjskiego. Po ustabilizowaniu się granicy polsko-radzieckiej w 1921 roku 
Dołmatowszczyzna wróciła do Polski, weszła w skład gminy Żuchowicze. Początkowo jednak, w 1918 roku gmina ta należała do powiatu nowogródzkiego. 1 sierpnia 1919 roku gmina weszła w skład nowo utworzonego powiatu baranowickiego pod Zarządem Cywilnym Ziem Wschodnich. 7 listopada 1920 roku została przyłączona do nowo utworzonego powiatu nieświeskiego pod Zarządem Terenów Przyfrontowych i Etapowych. 19 lutego 1921 roku wraz z całym powiatem weszła w skład nowo utworzonego województwa nowogródzkiego. 22 stycznia 1926 roku gmina została przyłączona do powiatu stołpeckiego w tymże województwie. Od 1945 roku – w ZSRR, od 1991 roku – na terenie Republiki Białorusi.
W 1921 roku na Dołmatowszczyznę składała się wieś i dwa folwarki: 
- wieś Dołmatowszczyzna liczyła 407 mieszkańców, z czego 63 katolików, 325 prawosławnych i 19 żydów, 325 osób zadeklarowało narodowość polską, 81 białoruską, 1 – inną
- folwark Dołmatowszczyzna I (Gizbertów) liczył 6 mieszkańców, z czego 1 katolik i 5 prawosławnych, wszyscy Polacy (majątek w latach 70. XIX wieku miał 277 mórg[9])
- folwark Dołmatowszczyzna II (Wierzbowskich) liczył 70 mieszkańców, z czego 14 katolików, 34 prawosławnych i 22 żydów, 61 Polaków i 9 Białorusinów[7] (ich majątek w latach 70. XIX wieku liczył 682 morgi[9]).

W 2009 roku wieś liczyła 101 osób.
Między dworem a wsią w XIX wieku stała cerkiew pw. Narodzenia NMP wybudowana w 1839 roku i remontowana w 1878 roku. Obecnie w tym miejscu jest cmentarz.

## Związki z Adamem Mickiewiczem
Dołmatowszczyzna była pierwowzorem Dobrzyna z Pana Tadeusza. Przed II wojną światową była w połowie zamieszkana przez zaściankową szlachtę o nazwisku Dobrzyński (zaścianek, gdzie było ich najwięcej, nazywał się Dobrzyniec), a w połowie przez chłopów. Środkiem tego zaścianka prowadziła długa ulica:
W końcu, wszyscy przez długą zaścianku ulicę
Puścili się w cwał krzycząc: «Hejże na Soplicę!» (koniec Księgi VII).
Sam Dobrzyn/Dołmatowszczyznę Adam Mickiewicz opisywał tak (w Księdze VI Pana Tadeusza):

Słynie szeroko w Litwie Dobrzyński zaścianek
Męstwem swoich szlachciców, pięknością szlachcianek.
Niegdyś możny i ludny: bo gdy król Jan Trzeci
Obwołał pospolite ruszenie przez wici,
Chorąży województwa z samego Dobrzyna
Przywiódł mu sześćset zbrojnej szlachty. Dziś rodzina
Zmniejszona, zubożała. Dawniej w pańskich dworach
Lub wojsku, na zajazdach, sejmikowych zborach,
Zwykli byli Dobrzyńscy żyć o łatwym chlebie:
Teraz, zmuszeni sami pracować na siebie
Jako zaciężne chłopstwo! tylko że siermięgi
Nie noszą, lecz kapoty białe w czarne pręgi,
A w niedzielę kontusze. Strój także szlachcianek
Najuboższych różni się od chłopskich katanek:
Zwykle chodzą w drylichach albo perkaliczkach,
Bydło pasą nie w łapciach z kory, lecz w trzewiczkach,
I żną zboże, a nawet przędzą w rękawiczkach.
Różnili się Dobrzyńscy między Litwą bracią
Językiem swoim, tudzież wzrostem i postacią.
Czysta krew lacka, wszyscy mieli czarne włosy,
Wysokie czoła, czarne oczy, orle nosy;
Z Dobrzyńskiej ziemi ród swój starożytny wiedli,
A choć od lat czterystu na Litwie osiedli,
Zachowali mazurską mowę i zwyczaje.
Antoni Gwalbert Wierzbowski, właściciel Dołmatowszczyzny, był szkolnym kolegą Adama Mickiewicza i Jana Czeczota. Był on prawdopodobnie pierwowzorem Asesora (właściciela charta Sokoła) z Pana Tadeusza, którego Mickiewicz tak przedstawiał w I Księdze:

Asesor mniej krzykliwy i mniej był ruchawy
Od Rejenta, szczuplejszy i mały z postawy,
Lecz straszny na reducie, balu i sejmiku,
Bo powiadano o nim: ma żądło w języku;
Tak dowcipne żarciki umiał komponować,
Iżby je w kalendarzu można wydrukować,
Wszystkie złośliwe, ostre. Dawniej człek dostatni,
Schedę ojca swojego i majątek bratni
Wszystko strwonił na wielkim figurując świecie;
Teraz wszedł w służbę rządu, by znaczyć w powiecie.
Lubił bardzo myślistwo, już to dla zabawy,
Już to że odgłos trąbki i widok obławy
Przypominał mu jego lata młodociane,
Kiedy miał strzelców licznych i psy zawołane:
Teraz mu z całej psiarni dwa charty zostały,
I jeszcze z tych jednemu chciano przeczyć chwały!
Przez pewien czas mieszkał w Dołmatowszczyźnie po powrocie z zesłania Tomasz Zan. Również Jan Czeczot po powrocie z zesłania mieszkał u Wierzbowskich od grudnia 1845 roku do jesieni 1846 roku.

## Nieistniejące dwory

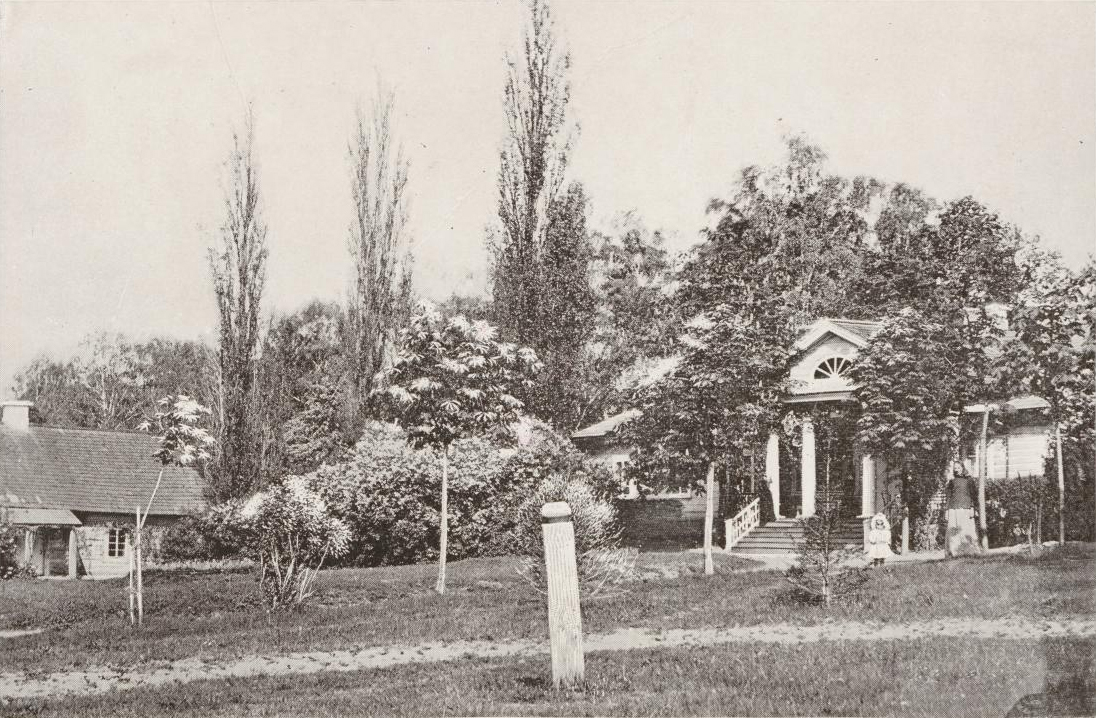
Stary dwór (Boretti, przed 1900)

Około 1810 roku Stefan Wierzbowski wzniósł tu dwór, który spłonął w 1929 roku. Był to parterowy dom na planie wydłużonego prostokąta, stojący na podmurówce, kryty gładkim, czterospadowym dachem gontowym i trzema symetrycznie usytuowanymi kominami. Miał jedenaście osi, z których pięć centralnych zajmował portyk, którego sześć toskańskich kolumn podtrzymywało trójkątny szczyt z półkolistym oknem o promienistych szczeblinach. Na znacznie podniesiony taras pod portykiem wiodło dziesięć schodów. Nie ma informacji o elewacji ogrodowej. 
We dworze zgromadzono dużą liczbę pamiątek rodzinnych oraz cennych mebli, dzieł sztuki i bibliotekę. Wszystko to prawdopodobnie spłonęło w pożarze. Uratowaną korespondencję z Adamem Mickiewiczem rodzina przekazała do Muzeum Adama Mickiewicza w Nowogródku.
Zaraz po pożarze właściciele wybudowali na miejscu starego nowy dwór, raczej w stylu willi. Nowy dom był szerszy i krótszy, siedmioosiowy, w środkowej, pięcioosiowej części dwukondygnacyjny. Przed środkową trójosiową częścią stał portyk w wielkim porządku, którego dwie pary pseudotoskańskich kolumn dźwigały trójkątny szczyt, z półkolistym oknem, podobnym do tego w poprzednim domu. Portyk był przecięty balkonem na całej szerokości i głębokości. Część środkową domu przykrywał dach czterospadowy, jednoosiowe skrzydełka boczne – dachy trójspadowe. Nowy dom został urządzony częściowo uratowanymi meblami. Wszystko to zostało rozgrabione w 1939 roku.
Oba dwory stały wśród rozległego parku krajobrazowego o mieszanym drzewostanie. Przed domem rozciągał się kolisty trawnik z klombami kwiatowymi, otoczony drogą dojazdową. Zabudowania gospodarcze i oficyna zbudowana w stylu przypominającym neogotyk kryły się za krzewami dekoracyjnymi w pobliżu frontowego gazonu.
W 1939 roku powierzchnia majątku Dołmatowszczyzna (licząc razem z folwarkiem Unichowo) liczyła 517 ha ziemi uprawnej i lasu.
Majątek Dołmatowszczyzna jest opisany w 11. tomie Dziejów rezydencji na dawnych kresach Rzeczypospolitej Romana Aftanazego.